# Megaselia violata
Megaselia violata är en tvåvingeart som beskrevs av Borgmeier 1969. Megaselia violata ingår i släktet Megaselia och familjen puckelflugor.
Artens utbredningsområde är Peru. Inga underarter finns listade i Catalogue of Life.